# Corridor 7: Alien Invasion
Corridor 7: Alien Invasion je akční počítačová hra vyvinutá společností Capstone Software. Kvůli jejímu zastaralému grafickému enginu nebyla vůbec populární a byla tehdy technologicky překonána hrou Doom. Plánované pokračování s názvem Corridor 8: Galactic Wars bylo zrušeno.

## Příběh
Úryvek z manuálu hry:
"Věřilo se, že válkám na Zemi je navždy konec. Většina amerických armádních financí byla investována do vědeckých výzkumů a zkoumání vesmíru. Dr. Donald Fox, americký astrobiolog, se v roce 2012 zúčastnil první mise na Mars s lidskou posádkou. Vrátil se s kovovým předmětem, který našel u podivných útvarů vypadajících jako lidské obličeje. To bylo prvním přímým důkazem, že život existuje i mimo Sluneční soustavu. Vědci byli tímto zjištěním nadšeni, ale vláda byla velmi opatrná a nalezený předmět přesunula do Delta Base, malého podzemního zařízení pro vývoj zbraní v nevadské poušti. Je to jediné zařízení vybavené ke zkoumání takového předmětu. Umístili jej do nejnižšího patra, laboratoře známé pod názvem Corridor 7. Připomíná bludiště chodeb, ve kterém jsou umístěny testovací komory.
Stáří předmětu nebylo možné určit. Většina vědců věřila, že je velmi starý, ale nebyly na něm žádné viditelné stopy stáří. Povrch by neměl být vzorkovaný, ani na molekulární úrovni. Předmět byl v zadní části komory vystaven různým typům a hladinám radiace. Během gama testu se objekt začal měnit..."
Výsledkem bylo otevření mimoprostorové brány uprostřed Corridoru 7. Cizí vetřelci získali otevřenou cestu na Zem. Rychle obsadili vojenskou základnu, zabili všechny lidi v komplexu a převzali nad ním kontrolu. Stvůry začaly upravovat okolní prostředí svým potřebám. Jejich zaneprázdněnosti využil voják ze Speciálních sil a proniknul do komplexu ještě před tím, než stvůry dokázaly odříznout komplex od ostatního světa. Jeho cílem bylo zastavit invazi a zničit předmět z Marsu.

## Hra
Hráč ovládá osamoceného vojáka, který proniknul do vojenské základny napadené cizinci. Hra ja jako všechny ostatní FPS zobrazená z pohledu hráče. Obsahuje 30 (vydání na disketě) nebo 40 (vydání na CD) pater, které hráč postupně prozkoumává, a 6 bonusových levelů. Na rozdíl od běžných her není cílem se co nejrychleji dostat k východu, ale spíše zabít všechny nepřátele na patře. Jakmile je tento cíl splněn, tak se otevře cesta do nového levelu. Stačí jít k výtahu, u kterého hráč na patře začal, a výtahem se dostat do dalšího patra. Obtížnost, nastavená při startu hry, ovlivňuje množství nepřátel, které je nutno zabít pro vstup do vyššího patra:
- Kaprál: Na patře se nachází pouze pár nepřátel a pro přístup do dalšího levelu stačí zabít 10 % z nich.
- Poručík: Počet nepřátel je vyšší a je třeba jich zneškodnit 75%.
- Kapitán: Výchozí nastavení obtížnosti, hráč musí eliminovat všechny nepřátelské bytosti.
- Major: Na patře je větší množství nepřátel než u obtížnosti kapitán.
- Prezident: Stejné jako major, ale je přidána náhodnost umístění příšer na patře. Tato obtížnost je dostupná jen na CD vydání.

K lepšímu nalezení příšer slouží mapa v rohu obrazovky zobrazující nejbližší prostor kolem vojáka. Příšery jsou zobrazeny jako žluté blikající tečky. Po nalezení plánu patra bude na mapě zobrazeno celé patro a pozice každého nepřítele.
Patra můžeme rozdělit do několika částí podle jejich vzhledu. Prvních dvacet pater je tvořeno kancelářemi, laboratořemi, serverovnami a skladišti s příslušnými dekoracemi a nábytkem. Dalších 10 pater je zcela přestavěných podle potřeb cizinců, přinesli si své vlastní vybavení. Je v nich méně světla a lidské vybavení téměř úplně zmizelo. Třetí část tvoří šest přídavných pater, které jsou přístupné přes speciální výtah v některých patrech. Výtahy jsou obvykle střeženy šéfem cizinců. Těchto 36 pater se nachází na disketovém vydání hry. Hra končí zničením mimoprostorové brány ve třicátém patře. Vydání na CD obsahuje dalších 10 levelů. Hráč místo toho, aby bránu zničil, projde skrz a dostává se do světa vetřelců. Tento svět se v mnohém podobá levelům upraveným vetřelci. Rozdíl spočívá v tom, že není nutné všechny zabít, je pouze potřeba najít teleportér.
Mezi Corridorem 7 a ostatními hrami postavenými na enginu Wolfensteina 3D jsou další rozdíly. Hráč je například vybaven infračervenými a nočními brýlemi. Infračervené jsou určeny k rozpoznání neviditelných objektů, například silového pole ubírajícího energii, zatímco noční vidění se hodí ke hraní tmavých levelů. Střelivo a lékárničky nejsou umístěny jako objekty, které lze sebrat, častěji jsou k nalezení automaty na zdech. Zdraví se také dá získat ve speciálních místnostech, kde se hráči zdraví doplní na 100 bodů. V Corridoru 7 jsou dva druhy nábojů. Střelivo, použité do zbraní vyrobených lidmi, zatímco energetické balíčky rozhýbou zbraně nepřátel.
Zamčené dveře nevyžadují k otevření klíč, ale barevnou přístupovou kartu, buď modrou, nebo červenou. Karty lze získat ve speciálních terminálech na zdech. Někdy je možné nalákat příšeru tak, aby otevřela dveře a po její likvidaci se rychle přesunout do zamčené části. Tím se hráč dostane za dveře i bez přístupové karty.

## Multiplayer
Vydání na CD obsahuje možnost hrát s více hráči prostřednictvím LAN nebo modemu. Důvodem byl pravděpodobně ohromný úspěch multiplayeru ve hře Doom. Jediným módem v Corridoru 7 je deathmatch a je pro něj vytvořeno osm speciálních map. Hráč může ovládat buď vojáka Speciálních sil, nebo některou z příšer. Díky charakteristickým vlastnostem každé příšery může být taková hra velmi zajímavá.